# Via fora
Via fora!, és un crit d'alarma medieval català amb el qual es feia una crida a la població per sortir al carrer a defensar les seves llibertats d'una amenaça externa o interna. El crit s'acompanyava del repic de les campanes i s'esperava que tots els homes lliures majors de 16 anys i menors de 60 anys hi acudissin amb armes. El crit ha estat recollit en moltes obres de literatura al llarg de temps, com ara l'opuscle antiborbònic del 1734, Via fora els adormits, el poema «Ara mateix» de Miquel Martí i Pol, musicat per Lluís Llach, o el poema anònim del s. XIX «Au, jovent!», musicat, entre d'altres, per Jordi Fàbregas (grup Coses, àlbum Via fora!, 1976), i per Ramon Muntaner (Cròniques, 1977). D'aquest crit també se'n va fer una revista, Via fora!!, publicada a Catalunya entre 1984 i 2001.

## Etimologia
Via fora era una consigna que s'usava en català des de temps medievals fins al segle XVIII, principalment. Era una crida per sortir a fora de casa, i volia dir «tots al carrer», per poder defensar contra algun perill.

## Tipus de crits
Hi havia diferents crits per diferents tipus de perill. El més famós era el de "Via fora", que servia per gairebé tota classe d'amenaça, però hi havia perills que necessitaven preparació per defensar-se. Per quan venien els pirates o els corsaris, cridaven "Via fora mar". D'aquesta manera podien saber que l'amenaça venia pel mar i es podien preparar per a l'atac imminent. A vegades en què hi havia lladres, cridaven "Via fora lladres" i així el poble podia saber quin era exactament el perill i, d'aquesta manera, perseguir-lo.

## Normes
Quan es cridava "Via fora", estaven obligats a anar-hi els majors de 16 anys i els menors de 60.
També, havien d'estar preparats perquè podria haver-hi perill en qualsevol moment, per tant, es recomanava tenir armes a casa, com falçs, llances, etc. Es deia de portar-les al treball per si sorgia el crit, poder-les tenir a l'abast.
Havien d'estar alerta tant de dia com de nit, ja que el perill podia sorgir en qualsevol hora. Ningú del poble podia portar armes sense aquest permís per defensar-se.
Mentre perseguien l'amenaça, el poble havia d'anar cridant per fer soroll (sometent) i no s'aturaven fins a atrapar-la.

## Ciutats on es cridava
Hi havia diverses ciutats on es cridava "Via fora", però les més conegudes eren Barcelona, Tarragona, Reus, Manresa, Girona, Lleida i la majoria del territori de la Corona Catalanoaragonesa.
Això es pot saber gràcies a uns escrits en català antic on apareixen les diferents maneres de cridar de les diferents ciutats.

## Obres i literatura on apareix
El crit va ser tan rellevant que es cita en diversos poemes i obres. Fins i tot li va donar títol a una revista, Via fora!!, que es va publicar entre el 1984 i el 2001. També és el nom d'un restaurant de Barcelona, i va ser el lema de la Diada del 2023.
Aquí algunes obres, poemes, revistes, etc. que citen aquest crit:
- L'opuscle antiborbònic Via fora els adormits (Barcelona, 1734).[10]

- «Ara mateix», poema de Miquel Martí i Pol, musicat per Lluís Llach (I amb el somriure, la revolta, 1982).

| «                                                                    | Cridem qui som i que tothom ho escolti. I en acabat, que cadascú es vesteixi com bonament li plagui, i via fora!, que tot està per fer i tot és possible. | » |
| — «Ara mateix», poema de Miquel Martí i Pol, musicat per Lluís Llach | |   |

- «Au, jovent!», poema anònim del segle XIX, musicat per Jordi Fàbregas (grup Coses, àlbum Via fora!, 1976)

| «                                                                                        | Au, jovent, deixeu la feina, preparem-nos a sortir, esmolem de pressa l'eina per quan toquin a ferir Per donar lo crit d'alerta la campana està amatent! i abans d'hora ja es desperta dins del cor l'enardiment. Au, jovent! Via fora! Via fora, sometent! | » |
| — «Au, jovent!», autor anònim, musicat per Jordi Fàbregas (la cita només és un extracte) | |   |

- «Au, jovent!» poema anònim del segle XIX, musicat o versionat per Ramon Muntaner (Cròniques, 1977)[7]

- Via fora!!, revista publicada des de l'any 1984 i el 2001 a Ripollet. Editada per l'associació Enllaç, tractava temes de la cultura popular, la sociocultura, etc.[8]